# 阿爾布雷希特·腓特烈 (布蘭登堡-施韋特)
阿爾布雷希特·腓特烈（德語：Albrecht Friedrich，1672年1月24日—1731年6月21日），普魯士陸軍中將，布蘭登堡選侯腓特烈·威廉的第五子。

## 家庭
1703年，阿爾布雷希特·腓特烈與瑪麗·多蘿西亞·克特勒（Marie Dorothea Kettler）結婚，兩人共有3子3女：
1. 卡爾·腓特烈·阿爾布雷希特（英语：Charles Frederick Albert, Margrave of Brandenburg-Schwedt）（1705年—1762年）
2. 安娜·索菲·夏洛特（英语：Anna Sophie Charlotte of Brandenburg-Schwedt）（1706年—1751年）
3. 路易絲·威廉明妮（1709年—1726年），早逝
4. 腓特烈（英语：Margrave Frederick of Brandenburg-Schwedt）（1710年—1741年）
5. 阿爾貝汀（英语：Albertine of Brandenburg-Schwedt）（1712年—1750年）
6. 腓特烈·威廉（英语：Margrave Frederick William of Brandenburg-Schwedt (1715–1744)）（1715年—1744年）